# Helsinki (železniční stanice)
Helsinki (Helsingfors) je název železniční stanice a hlavního uzlu regionální a dálkové dopravy v subregionu Velké Helsinky a známá pamětihodnost finského hlavního města. Je to domácí stanice finské státní železniční společnosti VR a koncová stanice všech linek helsinské rychlodráhy. Nachází se zde i nakládací rampa pro autovlaky.
Přímo u nádraží se nacházejí dvě autobusové stanice, z nichž jezdí mnohé městské i příměstské autobusové linky a tramvaje. Stanice Rautatientori je nejfrekventovanější v rámci celé sítě helsinského metra.
Současná podoba budovy pochází z roku 1916, kdy nahradila původní stavbu stojící na tomto místě již od roku 1862.

## Budova
Původní budova navržena švédským architektem Carlem Albertem Edelfeltem byla vzhledem k vytížení stanice na začátku 20. století považována za příliš malou. V roce 1904 byla vyhlášena architektonická soutěž na novou budovu stanice, kterou vyhrál Eliel Saarinen s romantizujícím návrhem, který rozpoutal bouřlivou diskusi v odborných i laických kruzích. E. Saarinen se tohoto konceptu vzdal a v roce 1909 přišel s novým, propracovaným návrhem, který se následně i realizoval. Budova nové stanice byla otevřena pro veřejnost v roce 1919. E. Saarinen krátce po dokončení budovy (v r. 1923) emigroval do Spojených států. Navzdory tomu, že návrh byl přepracován, budova stále nese některé typické romantické prvky a stala se symbolem finského národního romantismu. Je obložena finskou žulou a její dominantou je vysoká věž s hodinami a dva páry soch titánů, kteří nesou kulové lampy. Na architektuře budovy jsou zřetelné ruské vlivy a snahu zakomponovat do tvarosloví budovy finskou historii.

## Charakteristika
Hlavní helsinskou železniční stanici denně využívá přes 200 000 pasažérů. Stanice je hlavového typu a tudíž není průjezdná pro vlaky. Toto řešení umožňuje dobrý přístup cestujících na všech 19 nástupišť. Nástupiště 1-4 slouží místním linkám, 5-12 ve středu stanice patří dálkovým linkám (11 a 12 jsou expresní linky) a 13-19 patří znovu místním linkám.
Mimo objekt stanice se nachází nakládací prostor pro nákladní dopravu. Hlavní centrum nákladní vlakové dopravy se ale nachází ve stanici Pasila. 
Stanice byla během své existence několikrát renovována. V roce 1960 byl postaven podzemní tunel a v roce 1969 byla stanice elektrizována. V roce 1982 byla pod budovou stanice postavena stanice metra. V roce 2000 byla nad nástupišti vystavěna skleněná střecha, která se nacházela v původních návrzích E. Saarinena. 
V budově stanice se nachází prezidentský salon s rozlohou 50 m², vyhrazený pro finského prezidenta a jeho hosty. Salón má dva samostatné vstupy. Jeden z náměstí Rautatienori a druhý ze nádražní haly. V salonku se nachází nábytek navržený E. Saarinenem.
Stanice představuje důležitý dopravní uzel finské dopravy. Na obou stranách se nacházejí autobusová nádraží i stanice kyvadlové dopravy na letiště. Pod nádražím se nachází stanice metra propojená s pěším podchodem a podzemním obchodním centrem. Stejně většina helsinských tramvajových spojení prochází okolím stanice.